# Eric Miller (musicien)
Pour les articles homonymes, voir Eric Miller et Miller.
Eric Miller (né à Chicago, dans l'Illinois) surtout connu sous le pseudonyme E-Smoove, est un DJ et producteur de house nommé d'un Grammy. 

## Biographie
E-Smoove travaille avec certains des DJ et producteurs les plus connus de Chicago comme Steve « Silk » Hurley, Maurice Joshua ou encore Ron Carroll. En 1998, son titre Deja Vu arrive à la 16e place. En 2002 quand Insatiable sort, il devient no 1 dans les charts américains. Les deux titres sont chantés par sa femme Latanza Waters.
Toujours en 2002, il apparait sous un autre pseudonyme, Praise Cats. Le titre Shined on Me se classe d'abord à la 56e place au Royaume-Uni en 2002, mais le remix avec Andrea Love atteint la 24e place en mai 2005. En septembre 2008, il publie un CD en édition limité pour 5mag. En 2013, il compte plus de 400 remixes à son actif.